# Marie de Gueldre
Ne doit pas être confondu avec Marie d'Egmont.
Marie de Gueldre, morte le 12 mai 1405, fut duchesse de Gueldre et comtesse de Zutphen de 1371 à 1380. Elle était fille de Renaud II, duc de Gueldre et comte de Zutphen, et de Sophie Berthout, dame de Malines.
Elle épousa le 25 décembre 1362 Guillaume VI († 1393), duc de Juliers, et eut :
- Guillaume (1364 † 1402), duc de Gueldre (Guillaume Ier) et de Juliers (Guillaume VII) ;
- Renaud († 1423), duc de Gueldre (Renaud IV) et de Juliers ;
- Jeanne, mariée à Jean d'Arkel († 1428).

En 1371, son frère Renaud III mourut et sa sœur Mathilde lui succéda comme duchesse de Gueldre et comtesse de Zutphen, mais Marie lui contesta la succession. Au bout de huit ans, Marie gagna la guerre de Succession de Gueldre et donna le duché de Gueldre à son fils aîné l'année suivante.